# Dunkelfuß-Buschratte

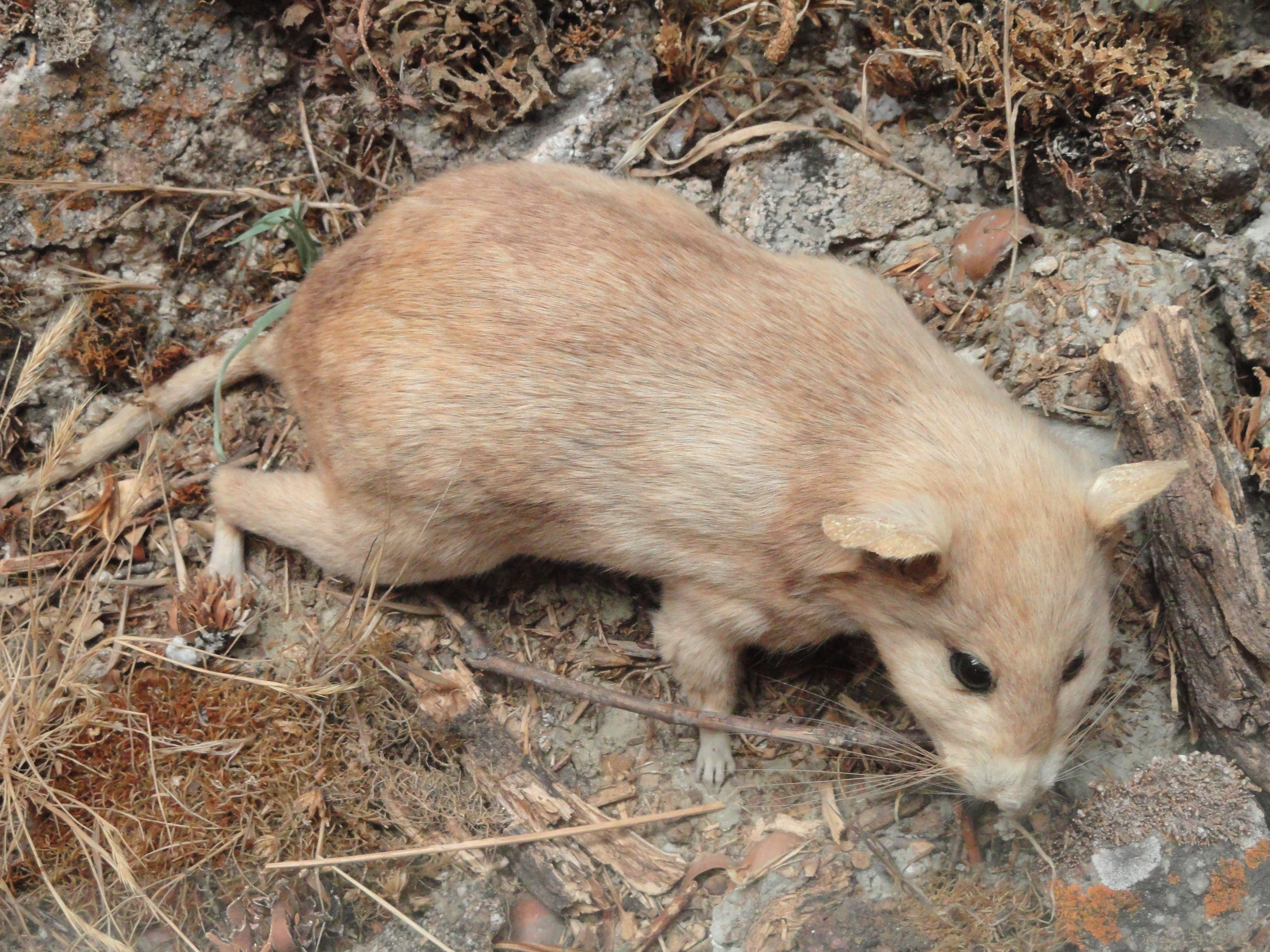
Sandfarbenes Exemplar

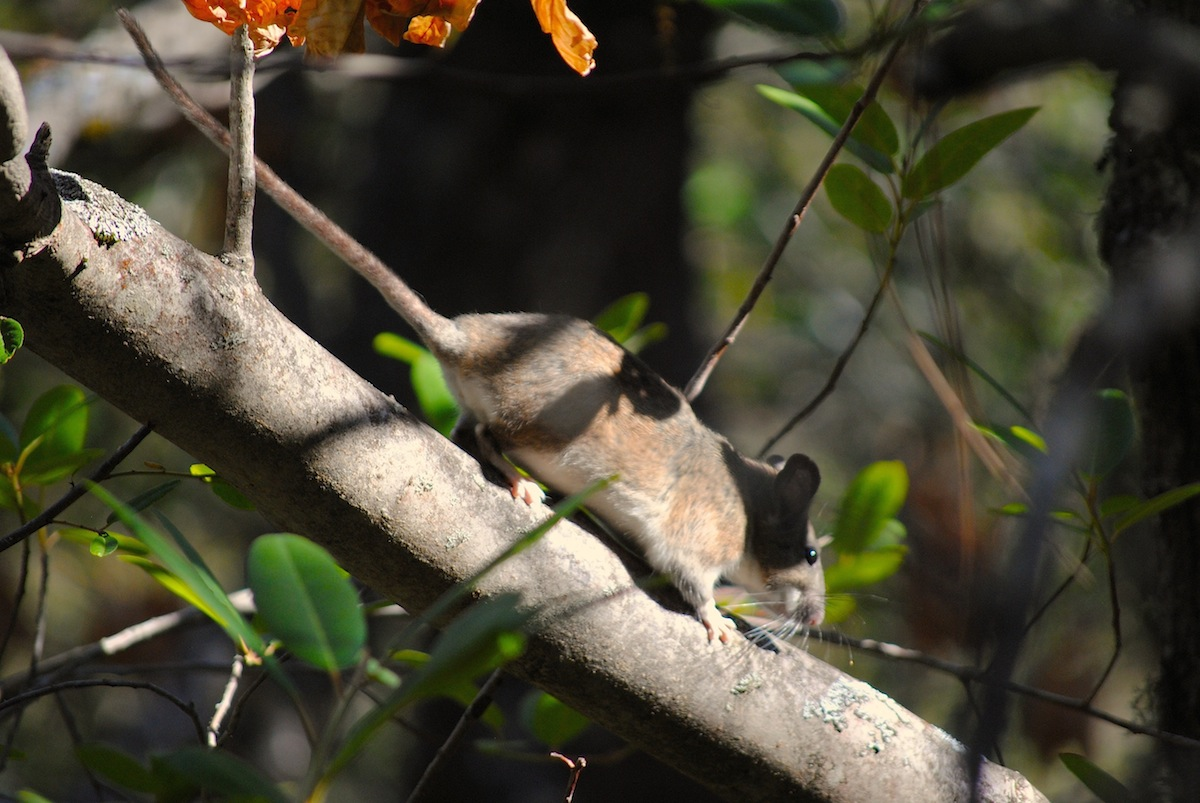
Weibchen auf einem Zweig

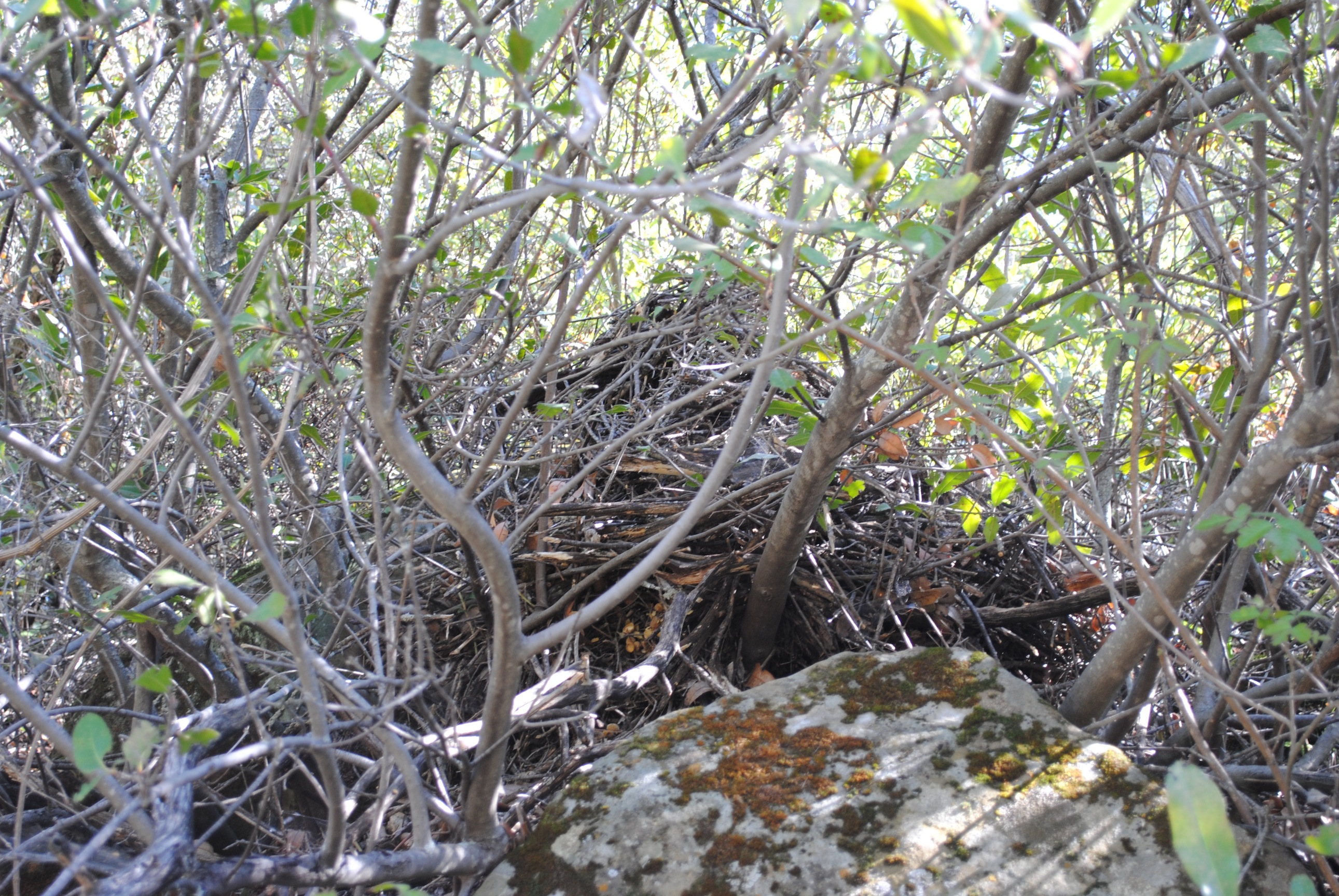
Typisches Nest

Die Dunkelfuß-Buschratte (Neotoma fuscipes) ist ein in Nordamerika lebendes Nagetier (Rodentia) aus der Familie der Wühler (Cricetidae). Der Artname leitet sich von den lateinischen Worten fusca und pes mit den Bedeutungen „dunkel“ und „Fuß“ ab.

## Merkmale
Dunkelfuß-Buschratten erreichen eine Gesamtlänge von 335 bis zu 468 Millimetern, wovon der Schwanz 160 bis 227 Millimeter ausmacht. Sie wiegen zwischen 200 und 250 Gramm. Ihr Fell ist an der Oberseite sandfarben bis graubraun, die Unterseite ist heller. Namensgebendes Merkmal sind die dunkel behaarten Füße. Der Schwanz ist ebenfalls leicht behaart. Die Zahnformel lautet I1/1-C0/0-P0/0-M3/3.

## Ähnliche Arten
Ähnliche Tiere aus der Gattung der Amerikanischen Buschratten (Neotoma) unterscheiden sich in erster Linie dadurch, dass ihre Schwänze nicht behaart sind. 

## Verbreitung und Lebensraum
Dunkelfuß-Buschratten kommen entlang der Pazifikküste von Oregon über Kalifornien bis Baja California vor. Sie bewohnen unterschiedliche Lebensräumen, besiedeln jedoch bevorzugt Nadel- und Mischwälder, Gebiete mit Gebüsch und dichtem Gestrüpp sowie Chaparralzonen.

## Lebensweise
Die überwiegend nachtaktiven Dunkelfuß-Buschratten leben in Nestern. Diese werden aus den unterschiedlichsten Materialien errichtet. Sie sammeln dazu alle gerade verfügbaren und passenden Materialien, in erster Linie jedoch dürre Zweige und abgebrochene Stöcke. Innen wird das Nest mit Gräsern und Moos ausgekleidet. Es wird am Boden, im Gestrüpp oder in niedriger Höhe in Bäumen gebaut und hat eine konische Form. Im Laufe der Zeit wird ein Nest immer weiter ausgebaut und besteht dann aus einem Labyrinth von Durchgängen, Außenöffnungen, einer großen zentralen Kammer, einer Aufzuchtkammer, Nahrungsmittelvorratskammern und zuweilen einem separaten Abort. Im Normalfall entleeren sie sich jedoch außerhalb ihrer Behausung. Je nach Ausbaustufe können die Nester eine Höhe zwischen 35 und 203 sowie einen Durchmesser von 45 bis 230 Zentimetern erreichen. Sie haben eine sehr feste Struktur, so dass sie selbst von kräftigen Fressfeinden nur schwer zu öffnen sind. Die Nester werden zuweilen von mehreren aufeinanderfolgenden Generationen bewohnt und können Lebensdauern von über zehn Jahren erreichen.
Die Weibchen werfen nur einmal pro Jahr in einem Zeitraum zwischen Februar und September. Die durchschnittliche Wurfgröße beträgt zwei bis vier Jungtiere (in seltenen Fällen bis zu sechs), die ca. 30 Tage nach der Begattung geboren werden. Die Entwöhnung beginnt nach ungefähr 21 Tagen, wenn die Jungen beginnen, feste Nahrung zu sich zu nehmen.
Fressfeinde sind Kojoten (Canis latrans), Füchse (Vulpini), Luchse (Lynx), Skunks (Mephitidae), Waschbären (Procyon lotor), Eulen (Strigiformes), Habichte (Accipiter) und Schlangen (Serpentes). Zur Dezimierung der Art trägt zuweilen auch der Mensch bei.
Die Nahrung der Dunkelfuß-Buschratte besteht überwiegend aus Blättern, Früchten und Samen, die meist in der Nähe ihrer Behausung verzehrt bzw. eingesammelt werden. In Kalifornien wurde eine Bevorzugung der Blätter der Kalifornischen Steineiche (Quercus agrifolia) festgestellt. 
Untersuchungen, inwieweit die Klimaerwärmung das Nahrungsverhalten der Tiere verändert, ergaben, dass zunehmend die genügsame und gegen Trockenperioden relativ unempfindliche Adenostoma fasciculatum das Nahrungsspektrum erweitert.

## Trivia
Im englischen Sprachgebrauch werden die Tiere zuweilen als pack rat („Sammelwütiges Individuum“), eine größere Gruppe der Ratten als pack bezeichnet. Der Begriff Rat Pack („eine Meute von Ratten“) wird hingegen meist auf bestimmte Künstlergruppen angewendet.